# Parotia
Genre
Parotia est un genre de Passereaux appartenant à la famille des Paradisaeidae. Ces paradisiers sont endémiques de Nouvelle-Guinée. Les mâles sont parfois qualifiés de sifilets, en raison des six longues plumes très fines en forme de fil, terminées par un petit plumeau, qu'ils portent sur la tête. Les femelles ne présentent pas cette particularité.

## Liste des espèces
D'après la classification de référence (version 5.2, 2015) du Congrès ornithologique international (ordre phylogénique) :
- Parotia sefilata – Paradisier sifilet
- Parotia carolae – Paradisier de Carola
- Parotia berlepschi – Paradisier de Berlepsch
- Parotia lawesii – Paradisier de Lawes
- Parotia helenae – Paradisier d'Helena
- Parotia wahnesi – Paradisier de Wahnes